# Cloniatarphes carunalis
Cloniatarphes carunalis är en fjärilsart som beskrevs av William Schaus 1916. Cloniatarphes carunalis ingår i släktet Cloniatarphes och familjen nattflyn. Inga underarter finns listade i Catalogue of Life.